# St. Paul (Wirginia)
St. Paul – miasto w Stanach Zjednoczonych, w stanie Wirginia, w hrabstwie Russell.